# Cardiosace trychaenoides
Cardiosace trychaenoides là một loài bướm đêm trong họ Noctuidae.